# Şebnem İşigüzel

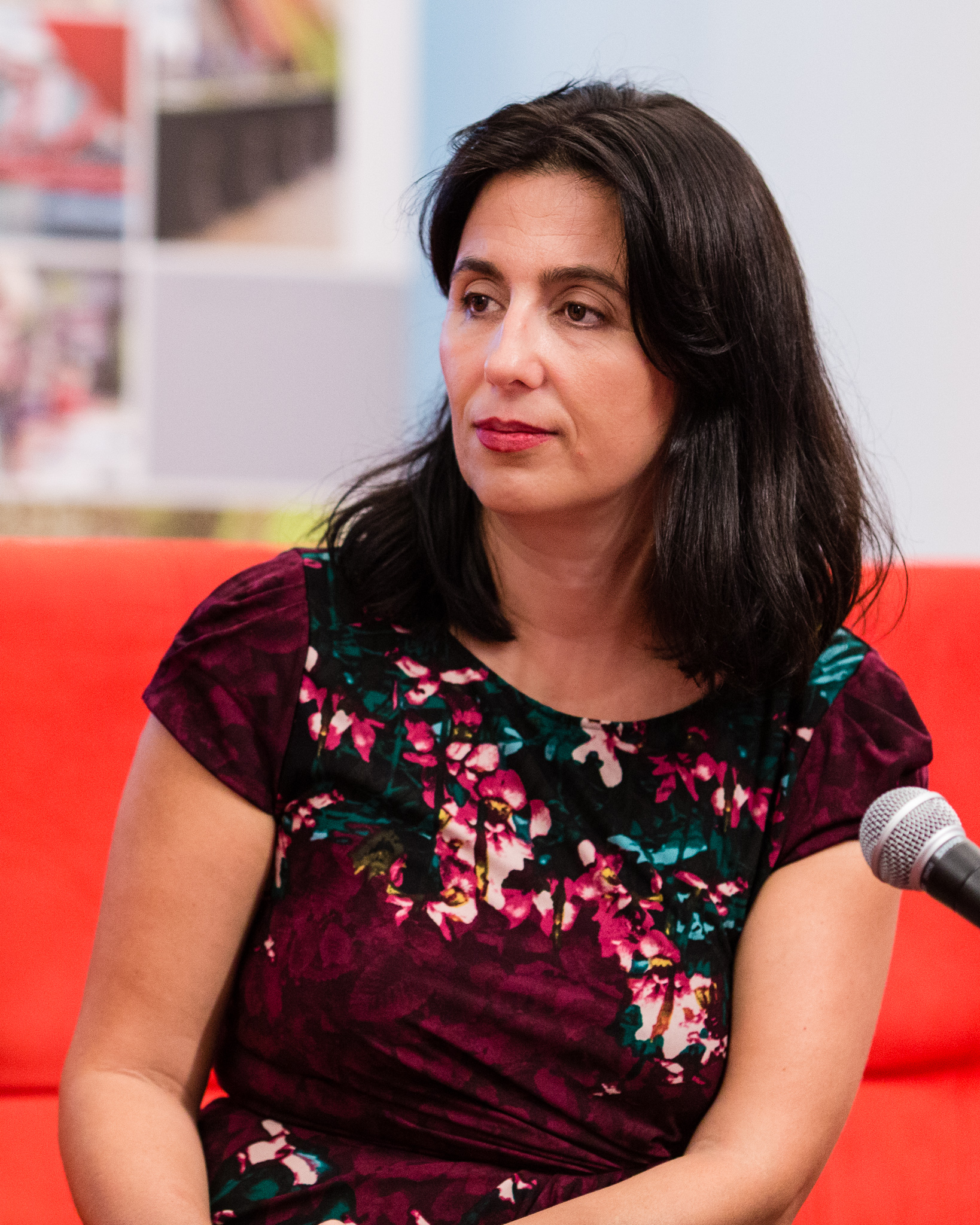
Şebnem İşigüzel (2018)

Şebnem İşigüzel (* 28. Mai 1973 in Yalova) ist eine türkische Schriftstellerin. Sie schreibt Romane und Kurzgeschichten. Darüber hinaus ist sie Autorin von Kinderbüchern.

## Leben und Wirken
Şebnem İşigüzel besuchte in Yalova Grund- und Mittelschule und das Gymnasium. Anschließend studierte sie an der Universität Istanbul Anthropologie. Dieses Studium schloss sie 1995 ab. In den 1990er-Jahren begann sie mit ersten journalistischen Arbeiten. Während ihrer Studienzeit arbeitete sie von 1992 bis 1994 als Reporterin und Redakteurin für verschiedene Zeitungen, Zeitschriften und für private Fernsehsender. Ab 1990 wurden in der Zeitschrift Sokak von İşigüzel gezeichnete Comicstrips unter dem Titel Bir Kadının Penceresinden (Aus der Sicht einer Frau) publiziert. Ihre erste Kurzgeschichte Sevgili Bayan Ardavah (Liebe Frau Ardavah) wurde 1993 in der Zeitschrift Varlık veröffentlicht. Sie schrieb außerdem für die Zeitungen Milliyet und Radikal sowie das Magazin Öküz.
In ihren Werken beschäftigt sich İşigüzel vor allem mit althergebrachten Frauenrollen, mit Kindern, jungen Mädchen und Frauen und ihrem Leben in der Familie und in der türkischen Gesellschaft. Sie beschreibt, was Frauen unter dem Begriff Freiheit verstehen, und thematisiert in ihren Geschichten auch Angst und Verzweiflung, Belästigung und Missbrauch, Lieblosigkeit und Gewalt.
Der Erzählband Hanene Ay Doğanacak (Der Mond wird über deinem Haus aufgehen) war das erste Buch von İşigüzel und wurde 1993 veröffentlicht. Mit diesem Buch gewann sie im gleichen Jahr den Yunus-Nadi-Kurzgeschichtenpreis. Aufgrund einer Klage wegen des angeblich unmoralischen Inhalts des Buches, was als Verstoß gegen das „Gesetz zum Schutz von Kindern vor schädlichen Veröffentlichungen“ (Çocukları Muzır Neşriyattan Koruma Kanunu) galt, wurde das Buch zunächst zensiert und durfte erst 2000 unzensiert erscheinen. 1995 erhielt sie für ihren zweiten Erzählband Öykümü Kim Anlatacak (Wer wird meine Geschichte erzählen) von der Fakultät für Kommunikationswissenschaften der Marmara-Universität Istanbul den Kurzgeschichtenpreis des Jahres. Ihr erster Roman Eski Dostum Kertenkele erschien 1996. Der Essay-Band Neşeli Kadınlar Arasında (Unter vergnügten Frauen) wurde 2001 herausgegeben und enthält hauptsächlich ihre Artikel, die in Radikal İki erschienen waren. Es folgten mehrere Romanveröffentlichungen.
Für den im Jahr 2013 verlegten Roman Venüs (Venus) erhielt İşigüzel im Jahr 2015 den Literaturpreis Notre Dame de Sion. Nach dem Erfolg ihrer Romane Venüs und Ağaçtaki Kız (Das Mädchen auf dem Baum), der 2016 veröffentlicht worden war, wurde İşigüzel im Projekt „LiteraTür“ des Goethe-Instituts als Kuratorin für das Thema „Generationen in der türkischen Literatur“ tätig.
Im Jahr 2017 wurde sie für ihren Roman Gözyaşı Konağı. Ada, 1876, der im Jahr zuvor erschienen war, mit dem Duygu-Asena-Romanpreis ausgezeichnet.
İşigüzel arbeitet als freiberufliche Schriftstellerin in Istanbul und lebt dort mit ihrer Familie. Ihre Tochter Tamar wurde 1998 geboren, ihr Sohn Ararat im Jahr 2011. Seit 2011 erschienen drei von İşigüzel verfasste Kinderbücher.
Ihre Bücher wurden in zahlreiche Sprachen übersetzt und erschienen unter anderem in Deutsch Spanisch, Italienisch, Englisch, Finnisch, Bulgarisch, Albanisch und Persisch.

## Werke
Romane
- Eski Dostum Kertenkele. Can Yayınları, İstanbul 1996.
- Sarmaşık. Everest Yayınları İstanbul 2002.
- Çöplük. İletişim Yayınları, İstanbul 2004.
- Resmigeçit. Doğan Kitap 2008.
- Kirpiklerimin Gölgesi. İletişim Yayınları, İstanbul 2010.
- Venüs. İletişim Yayınları, İstanbul 2013.
- Ağaçtaki Kız. Can Yayınları, İstanbul 2016.
- Gözyaşı Konağı. Ada, 1876. İletişim Yayınları, İstanbul 2016.
- İyilik. İletişim Yayınları, İstanbul 2019.
- İstanbullu Amazonlar 1809. İletişim Yayınları, İstanbul 2021.

Erzählungen
- Hanene Ay Doğacak. Can Yayınları, İstanbul 1993.
- Öykümü Kim Anlatacak. Can Yayınları, İstanbul 1994.
- Kaderim Efendisi. Everest Yayınları, İstanbul 2001.

Essays
- Neşeli Kadınlar Arasında. Can Yayınları, İstanbul 2001.

Kinderbücher
- Annem, Kargalar ve Ben. İletişim Yayınları, İstanbul 2011.
- Bir Puding Hikayesi. Can Çocuk Yayınları, İstanbul 2017.
- Uçtu Uçtu. Çınar Yayınları, İstanbul 2017.

Auf Deutsch erschienen:
- Am Rand. (Çöplük.) Übersetzt von Christoph K. Neumann. Berlin Verlag, Berlin 2008, ISBN 978-3-8270-0805-3.
- Das Mädchen auf dem Baum. (Ağaçtaki Kız.) Übersetzt von Gerhard Meier. btb Verlag, München 2023, ISBN 978-3-442-71787-3.

## Auszeichnungen
- 1993: Yunus-Nadi-Preis für Hanene Ay Doğacak
- 2015: Notre Dame de Sion Literaturpreis für Venüs
- 2017: Duygu-Asena-Romanpreis für Gözyaşı Konağı. Ada, 1876